# Mount Gerlache
Mount Gerlache är ett berg i Antarktis. Det ligger i Östantarktis. Nya Zeeland gör anspråk på området. Toppen på Mount Gerlache är 980 meter över havet, eller 219 meter över den omgivande terrängen. Bredden vid basen är 5,3 km.
Terrängen runt Mount Gerlache är kuperad åt nordost, men åt sydväst är den platt. Trakten är obefolkad. Det finns inga samhällen i närheten.